# Cynthia Hotton
Cynthia Liliana Hotton (Buenos Aires, 17 de enero de 1969) es una política, economista, diplomática y exdiputada argentina perteneciente al partido político conservador Más Valores, que ella misma fundó al abandonar el espacio por el cual fue elegida, Compromiso para el Cambio. 
Actualmente, es Presidente del Consejo Social de la Ciudad de Buenos Aires, cargo que asumió en enero de 2023.
En agosto de ese año fue precandidata a Senadora Nacional por la Provincia de Buenos Aires por Juntos por el Cambio.
En 2021, se postuló a diputada nacional por la Provincia de Buenos Aires, y logró superar las elecciones PASO tras el escrutinio definitivo.  
En 2019 fue candidata a vicepresidente por el Frente NOS (actual partido NOS), acompañando en la fórmula a Juan José Gómez Centurión. Hotton se opuso a la despenalización del aborto, es cristiana evangélica y tiene posiciones democristianas en lo económico.

## Vida personal
Es hija de Arturo Hotton Risler, cuyos padres emigraron desde Australia a la Argentina a principios del siglo XX. Está casada y tiene tres hijos.Durante la sanción del Presupuesto 2011, denunció un intento de soborno, a través de mensajes de texto a su celular. Días después la policía en su peritaje confirmó que los mensajes de texto pidiendo sobornos habían sido enviados desde el mismo celular de  Hotton, quien días antes de había negado a entregar el teléfono para peritarlo contradiciendo las versiones que esta había realizado.

## Trayectoria política
Desembarcó en la política de la mano de Ricardo López Murphy, que luego se fusionó con el PRO. Hotton se postuló como candidata a diputada de la Provincia de Buenos Aires en 2003 y 2005, sin obtener escaño. En las elecciones generales de 2007 fue la segunda candidata nacional por el PRO y accedió a una banca en la Cámara, lo que atribuyó a una intervención divina:.
En marzo de 2009, lanzó la corriente interna "Valores para mi país" dentro del PRO. En agosto del mismo año, oficializó su ruptura con el PRO y proclamó su monobloque con el mismo nombre.

### Diputada
Cynthia Hotton fue diputada nacional en el período 2007-2011, como legisladora rechazó la eventual legalización del aborto. En mayo de 2010 fue una de las principales opositoras al matrimonio entre personas del mismo sexo en Argentina en la Cámara de Diputados y encabezó manifestaciones en su contra.En mayo de 2010 fue una de las principales opositoras al Matrimonio entre personas del mismo sexo en Argentina en la Cámara de Diputados, encabezó manifestaciones. Durante la sesión para la aprobación del matrimonio igualitario protagonizó un escándalo denunció que su cartera había sido robada pidiendo suspender la sesion. Posteriormente se demostró que el supuesto robo fue una movida de prensa montada por la diputada para poder acceder a notas en los medios de comunicación para intentar criticar la ley. Semanas después se comprobó que su compañero de bancada Federico Pinedo la ayudó a hacer desaparecer la cartera para retrasar el debate.

### Candidata
Hacia 2019, fue candidata a vicepresidente de la Nación junto a Juan José Gómez Centurión.

## Controversias
Cierto sector tradicionalista la cuestiona por su participación en el voto a favor de incorporar en el debate parlamentario la agenda de género 2008-2010, proyecto de resolución impulsado en ese entonces por la diputada del Frente para la Victoria, Juliana di Tullio, el 12 de marzo de 2008. Esto la expuso como una figura cuestionable ante aquellos tradicionalistas cristianos, quienes además la cuestionan por una foto de su trabajo como diplomática, en la que se la ve junto a Hillary Clinton, una de las principales promotoras de la despenalización del aborto en Estados Unidos.